# Schusslochpflaster

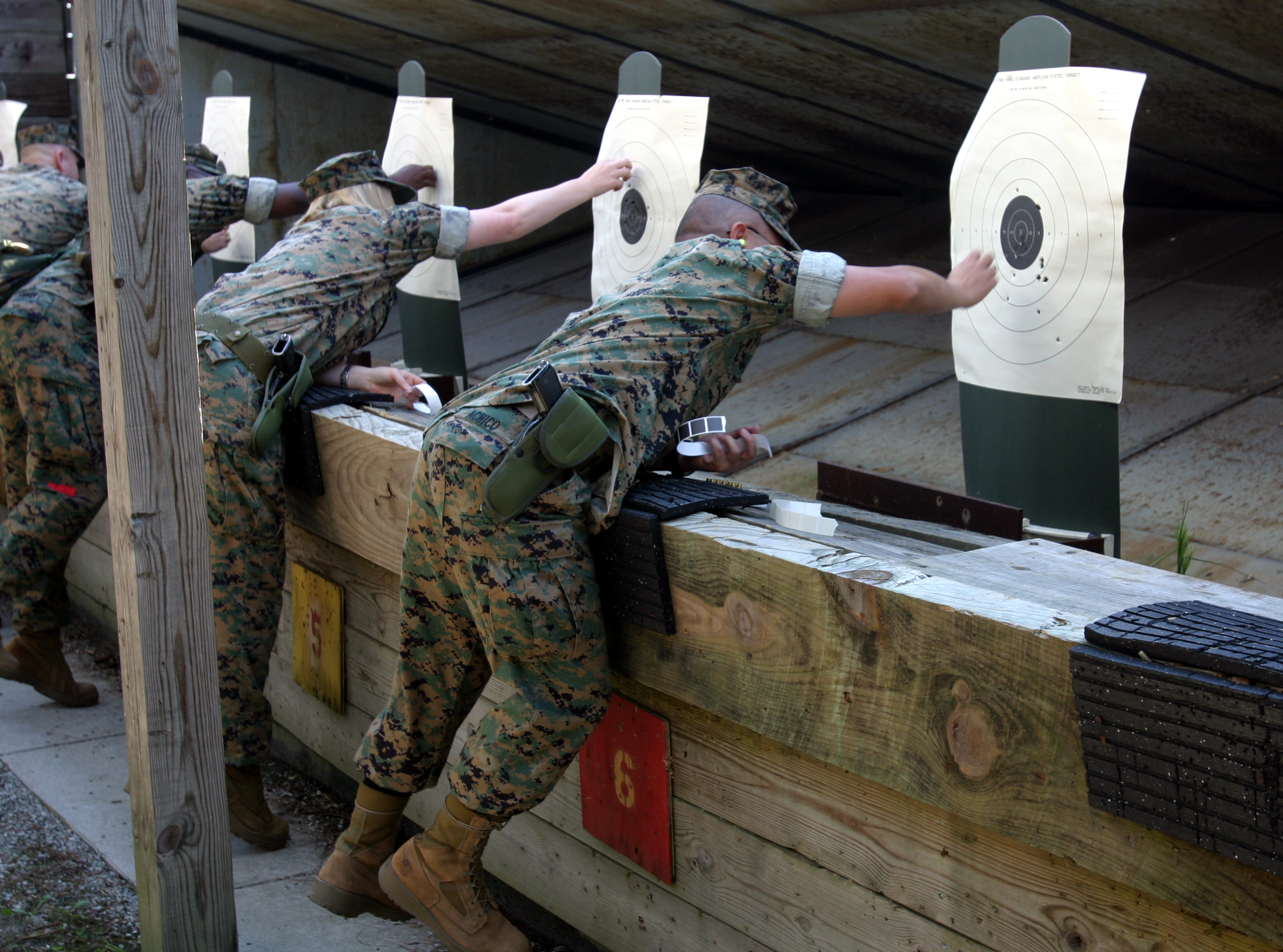
Soldaten beim Kleben von Schusslochpflastern

Schusslochpflaster, oft nur Schusspflaster, sind kleine, selbstklebende Papierstücke, deren Zweck es ist, Einschusslöcher auf Schießscheiben zu verschließen. Dadurch ist es möglich, die Schießscheibe länger zu verwenden und trotzdem die Trefferlage immer wieder neu korrekt zu ermitteln, ohne dass alte Einschusslöcher dabei stören würden. Auch bei Wettkämpfen ist in der Regel reglementiert, wann welche Schusslochpflaster zu verwenden sind.